# Meryem Kaçar
Meryem Kaçar (Cifteler (Turkije), 1 oktober 1969) is een voormalig Belgisch senator.

## Biografie
Kaçar is van Turkse origine en vestigde zich op vierjarige leeftijd met haar gezin in België. Later keerde ze terug naar Turkije om er geschoold te worden, om uiteindelijk definitief terug te keren naar België. Ze volgde de richting snit en naad in het beroepsonderwijs en ging uiteindelijk rechten studeren aan de Rijksuniversiteit Gent. In 1998 studeerde ze af als licentiaat, waarna advocate werd aan de Balie van Gent.
Van 1999 tot 2003 zetelde ze in de Senaat als rechtstreeks gekozen senator namens de partij Agalev, als opvolgster van Vlaams minister Mieke Vogels. Ze was er actief in de commissie Justitie en was ondervoorzitter van het Adviescomité voor Gelijke Kansen voor Vrouwen en Mannen. Voor opvolger Groen was Kaçar van januari 2007 tot september 2009 gemeenteraadslid van Gent, een mandaat waaruit ze om persoonlijke redenen ontslag nam.
Daarnaast werd Kaçar in 1998 lid van de raad van bestuur van de Liga voor Mensenrechten en was zij van 1996 tot 2001 lid van de raad van bestuur van het Centrum voor Gelijkheid van Kansen en voor Racismebestrijding.
Meryem Kaçar was vanaf 2013 onbezoldigd lid van de internationale adviesraad van het Turkse ministerie voor Turken in het Buitenland (Yurtdışı Türkler ve Akraba Topluluklar Başkanlığı, YTB) dat in 2010 opgericht werd door Recep Tayyip Erdoğan. De adviesraad kwam in 2013 slechts een maal samen en leidde nadien een passief bestaan. De adviesraad werd in de praktijk niet betrokken bij de werkzaamheden van de YTB. De adviesraad bestaat thans niet meer. De YTB valt onder de directe verantwoordelijkheid van de Turkse vicepremier en wordt in de Nederlandse pers soms omschreven als een onderdeel van de zogeheten lange arm van Ankara. In enkele opiniestukken uitte Kaçar haar ongenoegen over de Westerse berichtgeving rond Turkije en Erdogan, omdat die niet objectief zou zijn.
In 2017 ging ze een samenwerking aan met Dyab Abou Jahjah voor de oprichting van de nieuwe partij Be.One. Bij de gemeenteraadsverkiezingen van 2018 was ze lijsttrekker van de Be.One-lijst in Gent. De lijst haalde echter zeer weinig stemmen en Abou Jahjah gaf Kaçar de schuld van de nederlaag. Ze besloot daarop de partij te verlaten. Ook vond ze de stijl van Abou Jahjah binnen Be.One te autoritair.
Haar echtgenoot, Dries Lesage, is professor  internationale politiek aan de Universiteit Gent.